# Alabama meridionale
L'Alabama meridionale è una regione dello stato USA Alabama. Anche se non è una regione geografica strettamente definita, generalmente include tutte le contee dell'Alabama a sud della Black Belt. Tuttavia, i residenti di Mobile, spesso sostengono che la regione si riferisce solo alle parti estreme del sud dell'Alabama. In quest'ottica, l'Alabama del Sud è costituita solo delle due contee che delimitano il Golfo del Messico e la Baia di Mobile: la Contea di Baldwin e la Contea di Mobile. Quella zona è caratterizzata da vaste zone umide, ma anche da lunghe spiagge sabbiose che sono molto favorevoli al turismo. Negli ultimi decenni sono stati sviluppati molti campi da golf di lusso nell'area.
Poiché le contee di Mobile e Baldwin tendono ad usare "Alabama del Sud" con tale esclusività, altre parti dell'Alabama meridionale, in particolare le contee che confinano con la Florida (come la Contea di Escambia e la Contea di Houston) preferiscono essere definite parte dell'"Alabama Inferiore" (Lower Alabama). Tradizionalmente le parti del centro sud e sud-est dello stato hanno meno in comune con l'area di Mobile di quanto non abbiano in comune con la Georgia sudoccidentale e la regione della Black Belt. Tra i nomi alternativi figurano: Alabama centro-meridionale, Alabama sud-orientale e Wiregrass. 
L'University of South Alabama porta il nome della regione. I South Alabama Jaguars sono attivi in diversi sport: atletica, pallacanestro, golf, baseball e football americano.